# Ченанго Бриџ (Њујорк)
Ченанго Бриџ (енгл. Chenango Bridge) насељено је место без административног статуса у америчкој савезној држави Њујорк.

## Демографија
По попису из 2010. године број становника је 2.883.
| Група             | 2000.    | 2010.         |
| Белци             | 0 (0,0%) | 2.754 (95,5%) |
| Афроамериканци    | 0 (0,0%) | 22 (0,8%)     |
| Азијати           | 0 (0,0%) | 30 (1,0%)     |
| Хиспаноамериканци | 0 (0,0%) | 32 (1,1%)     |
| Укупно            | 0        | 2.883         |